# Бурсаїт
Бурсаїт (рос. бурсаит; англ. bursaite; нім. Bursait m) — бісмутова сульфосіль свинцю. Офіційно виключений із переліку мінералів 2006 року, як суміш двох інших мінералів-сульфосолей..

## Загальний опис
Формула: Pb5Bi4S11. Склад у %: Pb — 39,62; Bi — 37,6; S — 17,32. Домішки: Fe, Zn.
Сингонія моноклінна. Кристали видовжені по осі.
Колір срібно-білий. Блиск металічний.
Знайдений разом із сфалеритом і халькопіритом у вольфрамовому родовищі Улудаг (Бурса, Туреччина).